# Народни будители (булевард във Варна)
 Тази статия е за булеварда във Варна.  За общобългарския празник вижте Ден на народните будители.  
„Народни будители“ е булевард в район Аспарухово на град Варна. Той започва като продължение на Аспаруховия мост на входа на Магистрала „Черно море“ и завършва в кръстовището с ул. „Нишава“ в Аспаруховския център.

## История
След Освобождението и войните в началото на ХХ век нарастването на населението на Варна налага търсенето на подходящи места за настаняване на бежанците. През 1903 г. първите заселници строят своите жилища по шосето Варна – Бургас, между Джанавара и Карантината. През 1944 г. новопоявилият се квартал „Аспарухово“ е благоустроен, а стария път е превърнат в основен булевард на квартала.

## Забележителности
По булеварда и след кратко изкачване по улиците „Перекоп“ и „Манастирска“ може да се достигне до археологическия комплекс „Джанавара“ с Шкорпиловата базилика.

## Автобусни и тролейбусни линии
- „Център (Аспарухово)“ – линия № 12, 17, 17а, 17(60), 88 (тролей), 86 (тролей)
- „Народни будители“ – линия № 12, 17, 17а, 17(60), 88 (тролей), 86 (тролей)
- „Любен Каравелов“ – линия № 12, 17, 17а, 17(60), 88 (тролей), 86 (тролей)
- „Калин“ – линия № 12, 17, 17-а, 88 (тролей), 86 (тролей)
- „Джанавара“ – линия № 12, 17, 17а, 88 (тролей), 86 (тролей)

## Обекти
Северна страна
- Варненска морска гимназия „Св. Николай Чудотворец“
- Кметство „Аспарухово“[3]
- Община Варна – район Аспарухово[4]
- Сити център Аспарухово[5]
- ОУ „Христо Ботев“

Южна страна
- СУ „Любен Каравелов“
- Пощенска Станция 3
- ДКЦ 2 „Свети Иван Рилски“
- Народно читалище „Просвета“[6]